# Ніжатина нива
Ніжа́тина ни́ва, або Нежа́тина ни́ва (д.-рус. Нѣжатина нива) — у ХІ ст. поле в Чернігівській землі, поблизу Чернігова. Точна локалізація невідома; серед гіпотез — сучасна місцевість Бобровиця на сході сучасного Чернігова або місцевість в районі сучасного Ніжина. 3гадується у «Повісті временних літ». 3 жовтня 1078 року на полі відбулася битва між руським військом князів Ізяслава і Всеволода Ярославичів та половецькими силами князів-ізгоїв Олега Святославича і Бориса В'ячеславича. Чернігівці прийняли сторону Олега. Ізяслав і Всеволод Ярославичі почали облогу Чернігова. Олег із Борисом рушили на виручку міста, старші Ярославичі пішли їм назустріч. На початку бою загинули Борис В'ячеславич і великий князь київський Ізяслав Ярославич. Всеволод Ярославич із Володимиром Мономахом і Ярополком Ізяславичем здобули повну перемогу. Олег Святославич ледве врятувався втечею і подався до Тмуторокані. Всеволод Ярославич вокняжився в Києві, Володимир Мономах — у Чернігові.

## Чернігівська гіпотеза
- Український мовознавець Омелян Огоновський припускав, що Ніжатина нива могла бути коло Чернігова, але не виключав Ніжинської версії[1].
- На думку українського літературознавця Леоніда Махновця Ніжатина нива розташовувалася на правому березі річки Свинка (літописної Канини)[2], притоці Десни, на захід від Гуричева (сучасна місцевість Бобровиця на сході Чернігова)[3][4].

## Ніжинська гіпотеза
- Український історик Опанас Шафонський ототожнював Ніжатину ниву з Ніжином[5].
- Російський історик Миколай Барсов вважав, що Ніжатина нива розташовувался на річці Остер, там де сучасний Ніжин, оскільки після битви 1078 року тіло убитого князя Ізяслава руси везли до Києва по Остру і Десні до Городця, що навпроти Києва[6].
- Український дослідник Ніжина Олександр Морозов ототожнював залишки ніжинських городищ «Старе місто» та «Городок» із Ніжатиною Нивою або літописними Ніжатином та Уненіжем[7].